# More than a Lover
A More than a Lover Bonnie Tyler 5. kislemeze, amelyet az RCA lemezkiadó adott ki 1977-ben.

## A dalról
1977 januárjában jelent meg a kislemez, egy hónappal Bonnie Tyler első önálló nagylemeze, a The World Starts Tonight előtt jelent meg a brit RCA Records gondozásában. A dalt Ronnie Scott és Steve Wolfe írta valamint zenésítette country rock stílusban. A kislemez "B" oldalas dala a Love Tangle című, szintén a nagylemezen hallható dal. 
A kislemez Bonnie második olyan dala, amely felkerült több ország slágerlistájára és aranylemez minősítést is elért. Az egyesült Királyságban 6 hétig szerepelt a TOP50 listán. Érdekessége, hogy a brit ITV betiltotta a dal sugárzását, annak szexuálisan erősen túlfűtött dalszövege miatt.

## Kislemez
"7 single
| #   | Dalcím            | Zeneszerző                 | Producer                   | Hossz |
| --- | ----------------- | -------------------------- | -------------------------- | ----- |
| A/1 | More than a Lover | Ronnie Scott / Steve Wolfe | Ronnie Scott / Steve Wolfe | 4:25  |
| B/1 | Love Tangle       | Ronnie Scott / Steve Wolfe | Ronnie Scott / Steve Wolfe | 3:15  |

## Toplista
| More than a Lover | Csúcspozíció   |
| ----------------- | -------------- |
| Dél Afrika        | 7 (Aranylemez) |
| UK                | 27             |
| Németország       | 44             |